# Elwin Bruno Christoffel
Elwin Bruno Christoffel, född 10 november 1829 i Montjoie (numera Monschau), Preussen, död 15 mars 1900 i Strasbourg, var en tysk matematiker och fysiker, som från 1872 var professor i Strasbourg. Han utförde bland annat undersökningar om differentialgeometri, vilket banade vägen för utvecklingen av tensorkalkyl och senare fick användning inom relativitetsteorin.

## Biografi
Christoffel föddes i en familj av tyghandlare. Han utbildades först hemma i språk och matematik, och gick sedan på jesuitgymnasium och Friedrich-Wilhelms Gymnasium i Köln. År 1850 studerade han matematik med bland annat Gustav Dirichlet, som hade ett starkt inflytande på honom, samt deltog i kurser i fysik och kemi. Han disputerade i Berlin 1856 på en avhandling om elektricitetens rörelse i homogena kroppar skriven under handledning av Martin Ohm, Ernst Kummer och Gustav Magnus.
Efter att ha doktorerat återvände Christoffel till Montjoie där han tillbringade de följande tre åren i isolering från det akademiska samhället. Han fortsatte dock att studera matematik (särskilt matematisk fysik) efter böcker av Bernhard Riemann, Dirichlet och Augustin Louis Cauchy. Han fortsatte också sin forskning och publicerade två artiklar om differentialgeometri.
År 1859 flyttade Christoffel till Berlin där han gjorde sin habilitering och blev privatdocent vid universitetet i Berlin. År 1862 utnämndes han till professor vid ETH i Zürich, en post som lämnats vakant av Richard Dedekind. Han organiserade en ny och mycket uppskattad avdelning för matematik vid den unga högskolan, etablerad bara sju år tidigare. Han fortsatte också att publicera forskning och 1868 valdes han till korresponderande medlem av Preussiska vetenskapsakademin och Istituto Lombardo i Milano. År 1869 återvände Christoffel till Berlin som professor vid Gewerbeakademie (som 1879 blev en del av Berlins tekniska högskola). Den starka konkurrensen från närheten till Berlins universitet innebar dock att Gewerbeakademie inte kunde locka tillräckligt många studenter för att upprätthålla avancerade matematiska kurser och Christoffel lämnade Berlin igen efter endast tre år.
År 1872 blev Christoffel professor vid universitetet i Strasbourg, en månghundraårig institution som omorganiserades till ett modernt universitet efter Preussens annektering av Alsace-Lorraine i det fransk-preussiska kriget. Christoffel byggde tillsammans med sin kollega Theodor Reye upp en välrenommerad matematikavdelning i Strasbourg. Han fortsatte att publicera forskning och hade flera doktorander såsom Rikitaro Fujisawa, Ludwig Maurer och Paul Epstein. Han pensionerade sig från universitetet 1894 och efterträddes av Heinrich Weber. Efter pensioneringen fortsatte han att arbeta och publicera, med den sista avhandlingen klar strax före sin död och publicerad postumt.

## Vetenskapligt arbete

### Differentialgeometri
Christoffel är främst ihågkommen för sina viktiga bidrag till differentialgeometri. I en berömd artikel från 1869 om ekvivalensproblem för differentialformer i n variabler, publicerad i Crelles Journal, introducerade han den grundläggande tekniken som senare kom att kallas kovariant differentiering och använde den för att definiera Riemann-Christoffel tensorn (den vanligaste metoden som används för att uttrycka krökningen hos en Riemannmångfald). I samma tidskrift introducerade han Christoffel-symbolerna {\displaystyle \Gamma _{kij}} och  {\displaystyle \Gamma _{ij}^{k}} som uttrycker komponenterna i Levi-Civita-förbindelsen med avseende på ett system med lokala koordinater. Christoffels idéer generaliserades och utvecklades mycket av Gregorio Ricci-Curbastro och hans student Tullio Levi-Civita, som förvandlade dem till begreppet tensorer och den absoluta differentialkalkylen. Den absoluta differentialkalkylen, senare kallad tensorkalkyl, utgör den matematiska grunden för den allmänna relativitetsteorin.

### Komplex analys
Christoffel bidrog till komplex analys, där Schwarz-Christoffel-avbildningen är den första icke-triviala konstruktiva tillämpningen av Riemanns avbildningssats. Schwarz-Christoffel-avbildningen har många tillämpningar för teorin om elliptiska funktioner och fysikområden. Inom området elliptiska funktioner publicerade han också resultat om abelska integraler och Jacobis thetafunktioner.

### Numerisk analys
Christoffel generaliserade gaussiska kvadraturmetoden för integration och i samband med detta introducerade han också Christoffel-Darboux-formeln för Legendrepolynom (han publicerade senare också formeln för allmänna ortogonala polynom).

### Annan forskning
Christoffel arbetade också med potentialteori och teorin om differentialekvationer, men mycket av hans forskning inom dessa områden gick obemärkt förbi. Han publicerade två artiklar om spridningen av diskontinuiteter i lösningarna för partiella differentialekvationer som representerar banbrytande arbete i teorin om chockvågor. Han studerade också fysik och publicerade forskning inom optik, men hans bidrag här förlorade snabbt sitt användbarhet med övergivandet av eterteorin.